# Rebecca Mir

Rebecca-Zarah Mir dite Rebecca Mir, née le 23 décembre 1991 à Aix-la-Chapelle, est un mannequin et une journaliste, animatrice et actrice allemande, d'origine afghane. Elle a terminé deuxième dans la sixième saison de l'émission allemande Germany's Next Topmodel.

## Biographie
Rebecca Mir est née en 1991 à Aix-la-Chapelle, d'un père afghan, Asam Mir, et d'une mère allemande, Mareike Mir. Elle a un grand-frère de deux ans son aîné et une petite-sœur de treize ans sa cadette et a vécu avec sa mère à Monschau-Imgenbroich près d'Aix-la-Chapelle jusqu'en 2012. Elle a fréquenté le St.Michael-Gymnasium à Montjoie.

## Carrière

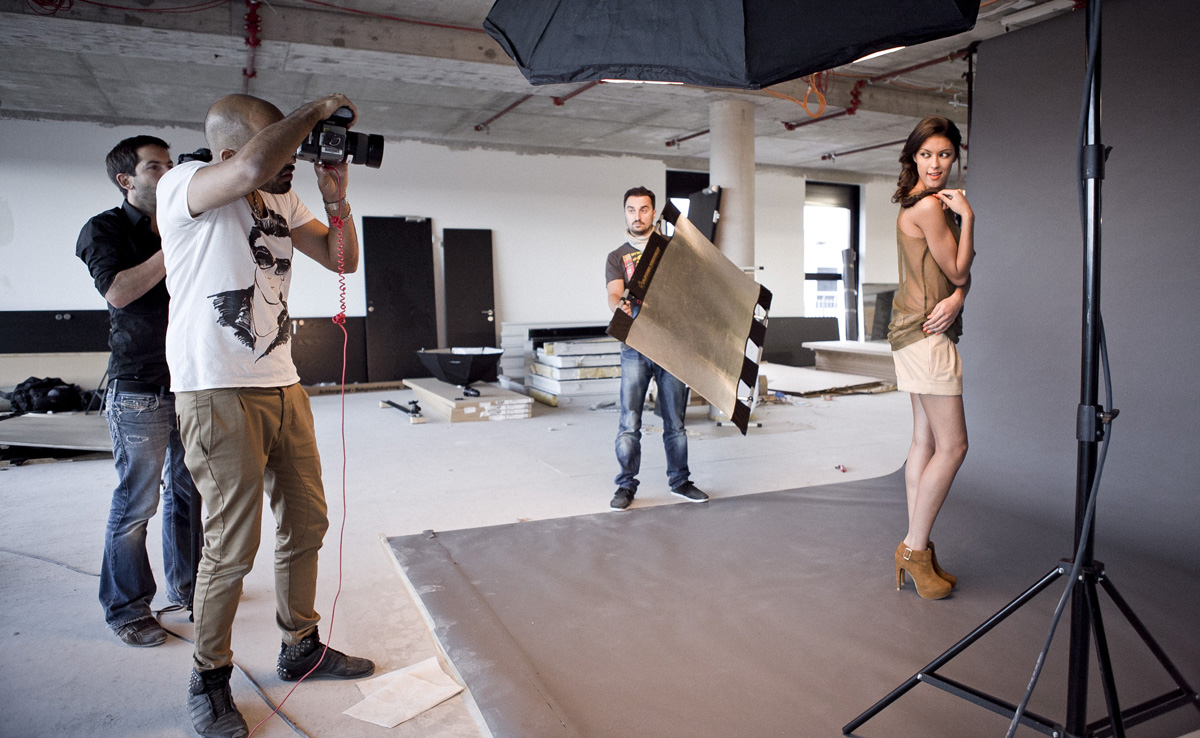
Rebecca Mir est photographiée en 2011 par le photographe de mode Alexander Palacios

Après avoir échoué au casting 2009 de la cinquième saison de l'émission de téléréalité allemande Germany's Next Topmodel, Rebecca Mir a étudié un cours de mode pour une période de six mois, puis elle a recommencé en 2010. Avec 49 autres participantes, elle a été sélectionnée pour participer à la sixième saison de l'émission allemande Germany's Next Topmodel, où elle a obtenu des emplois chez des designers tel que le fabricant Dirndl Krüger. Dans la finale de l'émission le 9 juin 2011, Mir a terminé deuxième, devant Amelie Klever et derrière Jana Beller.
Elle a signé un contrat avec ONEeins Management, une filiale à 100% de Heidi Klum GmbH, créée par l'entrepreneur allemand Günther Klum. Elle a défilé pour Lena Hoschek et Minx à la Mercedes Benz Berlin Fashion Week et a présenté des parties de la collection du danseur cubano-allemand Jorge González à la Chicas Walk.
En juillet 2011, Mir a participé à l'émission de divertissement diffusé par Jürgen von der Lippe Ich liebe Deutschland. En août 2011, elle a animé le format de télé-réalité Die Alm. Un mois plus tard, elle a défilé à la Fashion Week de New York pour le créateur de mode Christian Siriano (en), qui a remporté la piste US Castingshow Project Runway de la mannequin germano-américaine Heidi Klum en 2008. Elle a fait la couverture du magazine féminin Cosmopolitan en 2011 et du magazine GQ en 2012.
Depuis 2012, Rebecca Mir a principalement travaillé sur le marché allemand de la mode. Lors de la Mercedes-Benz Fashion Week de Berlin de la même année, elle a défilé pour Grazia Preview ainsi que le défilé Anja Gockel (de). En 2013, Mir a défilé sur les podiums berlinois de labels tels que Minx d'Eva Lutz, Lena Hoschek (de), Anja Gockel, Schacky and Jones, Laurèl et Miranda Konstantinidou. À la Berlin Fashion Week en 2014, Mir a été réservé par Anja Gockel, Riani, Dimitri et Miranda Konstantinidou. En juin 2012, elle est apparue sur la couverture du magazine mensuel FHM, après avoir été classée parmi les femmes les plus sexy du monde dans le top 100 des lecteurs de la FHM.
Le 7 juin 2012, elle participe aux coulisses de l'émission Germany's Next Topmodel de la septième saison, ainsi qu'un spectacle sur les moments les plus inoubliables de la saison le 14 juin 2012. Le 30 juillet de la même année, elle co-anime sur la chaine de TV allemande ProSieben avec Daniel Aminati. Mir a rapporté en direct des Oscars pour ProSieben la même année. Le 20 novembre 2012, elle commence son métier d'actrice dans la série télévisée ARD In aller Freundschaft en tant qu'étudiante en médecine Anna Fischer, rôle qu'elle a conservée jusqu'en 2013,.
Depuis mars 2013, elle travaille avec B W M Communications. Pendant la Berlin Fashion Week à l'été 2013, elle portait la mode durable[pas clair] Julia Starp (de). Le 21 mars 2013, elle et Alexander Mazza (de) ont animé les Vienna Awards for Fashion and Lifestyle, le 23 novembre 2013, le total TV Turmspringen et le 8 mars 2014 le championnat du monde de Wok avec Steven Gätjen et Matze Knop (de)[réf. souhaitée].

## Vie privée

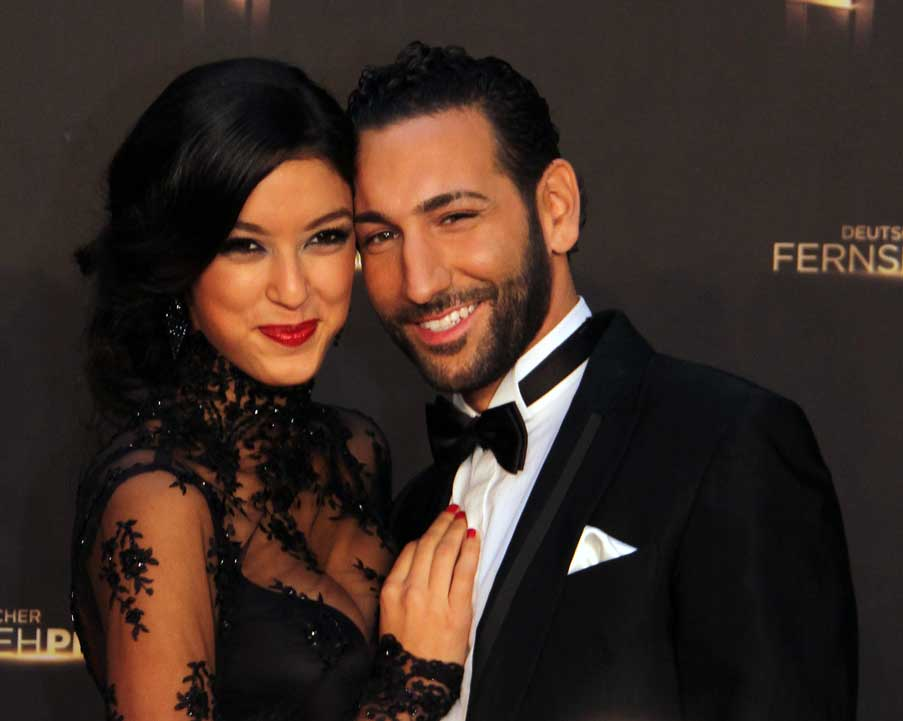
Rebecca Mir au côté de son époux en 2012, le danseur allemand Massimo Sinató

Rebecca Mir est mariée avec le danseur-chorégraphe allemand, d'origine italienne Massimo Sinató de 11 ans son aîné, le couple s'est marié le 27 juin 2015 en Sicile. Le couple attendent leur premier enfant,. Le 16 avril 2021, elle donne naissance à un petit garçon.

## Animation
- Depuis 2012 : Taff (Tabloïd) (de) sur Prosieben : Journaliste
- Depuis 2018 : Alle gegen Einen (de), sur Prosieben : Co-Animatrice
- 2019 : Renn zur Million … wenn Du kannst! (de), sur Prosieben : Animatrice
- 2018-2019: Master of Dance (de), sur Prosieben : Animatrice
- 2020 : Germany's Next Topmodel, sur Prosieben: Juge invité
- 2020 :  red! Stars, Lifestyle & More (de), sur Prosieben : Animatrice

## Participation
- 2011 : Germany's Next Topmodel, (6e saison), sur Prosieben  : Candidate
- 2011 : Die Alm (de), sur Prosieben : Candidate
- 2012 : Let's Dance, sur RTL : Candidate
- 2013 : Frag doch mal die Maus (de), sur Das Erste : Candidate
- 2014 : Jetzt wird’s schräg (de), sur Sat.1 : Candidate
- 2015 : Jungen gegen Mädchen (de), sur RTL : Candidate
- 2015 : Grill den Henssler (de), sur VOX : Candidate
- 2016 : Das Duell um die Geld (de), sur Prosieben : Candidate

## Filmographie

### Séries télévisées
- 2013 : Task Force Berlin (1 épisode)[10]
- 2012–2013 : En toute amitié (In aller Freundschaft) (2 épisodes) de Franka Bauer : Anna Fischer, l'étudiante en médecine
- 2014: Notruf Hafenkante (de) (1 épisode)

### Cinéma
- 2016 : CRO: Don't Believe the Hype de Martin Schreier : Anna Fischer